# 오토 바그너
오토 콜로만 바그너(독일어: Otto Koloman Wagner, 1841년 7월 13일 ~ 1918년 4월 11일)는 오스트리아의 건축가이다. 아르누보 운동, 특히 1897년 결성한 빈 분리파를 이끌었다.

## 생애
빈에 속한 구역 가운데 하나인 펜칭(Penzing) 출신이다. 1857년부터 1859년까지 빈 공과대학교에서 수학, 물리학, 기하학, 미술을 전공했으며 1860년부터 1861년까지 베를린 건축학교, 1861년부터 1862년까지 빈 미술 아카데미에 재학했다. 1864년부터 역사주의 건축 양식을 띤 건축물들을 설계했다.
1890년 빈 도시 계획 고문으로 임명된 뒤부터 빈을 위한 도시 계획 프로젝트의 준비에 착수했다. 특히 빈의 교통 시설, 다뉴브강 정비와 관련된 위원회에 참여하면서 다뉴브강 운하의 수문, 빈의 철도역, 터널, 교량 건설 계획에 관여했다. 1894년에는 빈 미술 아카데미 건축과 교수로 임명된 뒤부터 수많은 건축 전문가들을 양성했다. 1897년에는 구스타프 클림트 등이 빈 분리파를 결성하는 과정에 관여했다.
1890년대부터는 아르 누보 양식을 띤 건축물들을 설계했다. 그가 설계한 대표적인 건축물로는 1894년부터 1902년까지 빈에 건설된 오스트리아 우정저축은행, 1899년에 준공된 카를스플라츠 역(Karlsplatz) 등이 있다.